# Manihot anisophylla
Manihot anisophylla là một loài thực vật có hoa trong họ Đại kích. Loài này được (Griseb.) Müll.Arg. mô tả khoa học đầu tiên năm 1874.